# Tony Corso
Tony Corso est une série de bande dessinée policière en sept albums, dont l'auteur est Olivier Berlion. Créée en 2004 avec le premier épisode La Comtesse Volodine, Tony Corso, fils d'immigré italien, mène ses enquêtes auprès des fortunés de la Jet Set tropézienne pour les aider à résoudre toutes sortes de problèmes. Doté d'un certain cynisme, pragmatique et intelligent, très adroit aux armes à feu, il se sort de situation les plus diverses avec brio. Sa devise :"Si l'argent ne fait pas leur bonheur, nul doute qu'il fasse le mien".  

## Synopsis
Tony Corso est détective privé. Il exerce son activité à Saint-Tropez.

## Personnages
- Tony Corso : détective privé, ancien serveur au "Cubanito Café"
- Commissaire Christini : apprécie Tony il lui fait confiance dans ses enquêtes.
- Inspecteur Lazare :  n'aime pas Tony et cherche à lui "coller" un délit sur le dos à chaque rencontre
- Anémone de Courville : fidèle prescriptrice de Tony Corso, première cliente de Corso.
- François-Gérôme Delahaye : ami d'enfance de Corso. Rentier depuis l'âge de 20 ans, il est aussi marchand d'art
- Nadia Scotti : compagne de Tony Corso. Veuve de Paul Scotti, ex-associé de Saladin.
- Max Saladin : homme d'affaires, caïd local, directeur du bar "Cubanito Café"
- Madgid : paparazzi et ami de Corso.
- Karen Novachec : tueuse professionnelle, souvent opposée à Tony dans ses enquêtes.

## Publication
1. La Comtesse Volodine.  Dargaud, 2004.
2. Prime time. Dargaud, 2005
3. La Fortune de Warren Bullet. Dargaud, 2006.
4. L'Affaire Kowaleski. Dargaud, 2007.

Tony Corso : intégrale (vol. 1 à 4). Dargaud, 2009.
1. Vendetta. Dargaud, 2009.
2. Bollywood Connection, Dargaud, 2013.
3. La Donation Konstantin, Dargaud, 2014.

### Documentation
- Henri Filippini, « Tony Corso, t. 5 : passé tragique », dBD, no 33,‎ juin 2009, p. 78.